# Halictus caelestis
Halictus caelestis är en biart som beskrevs av Ebmer 1976. Halictus caelestis ingår i släktet bandbin, och familjen vägbin. Inga underarter finns listade i Catalogue of Life.